# East London Line

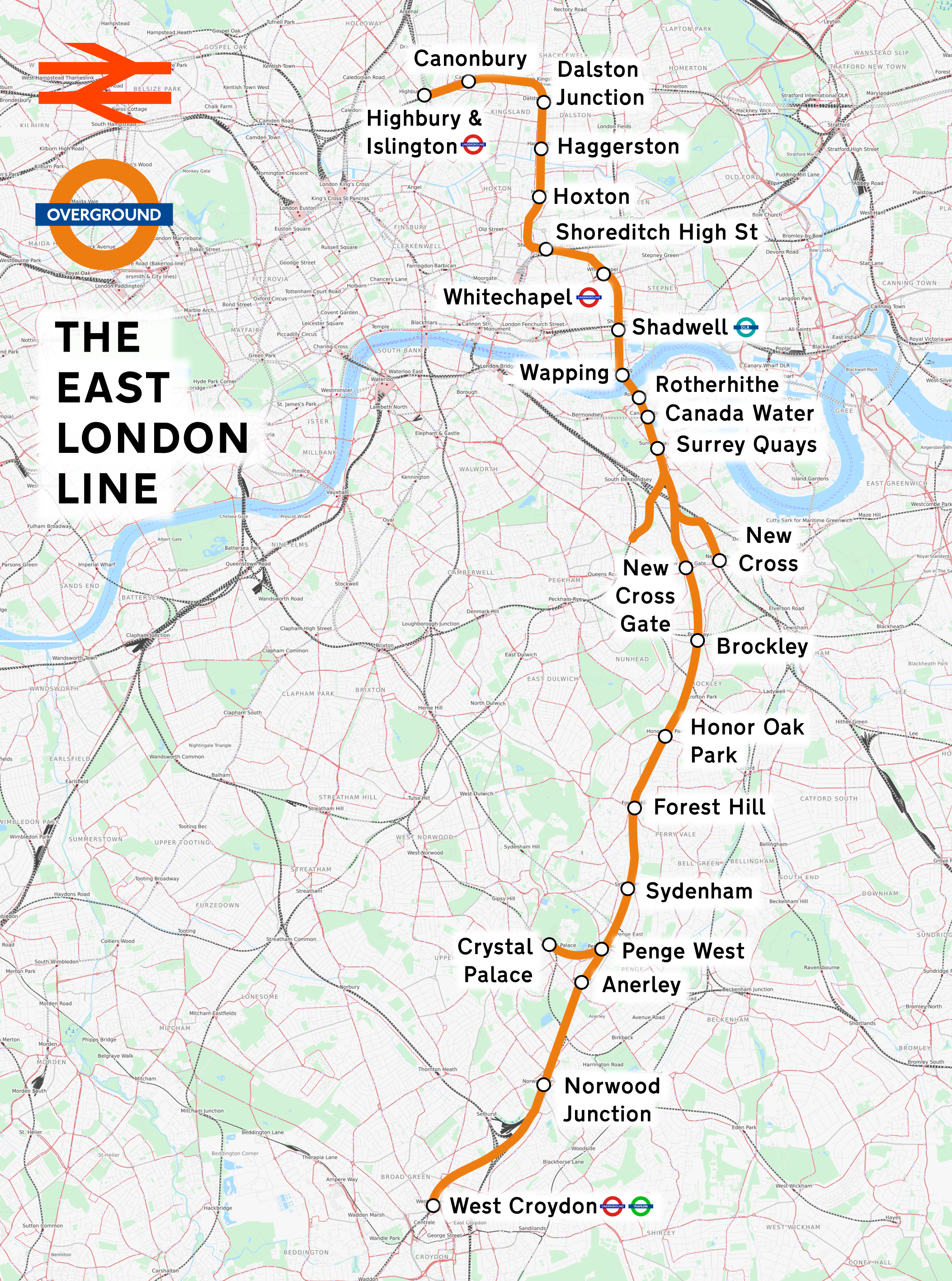
East London Line

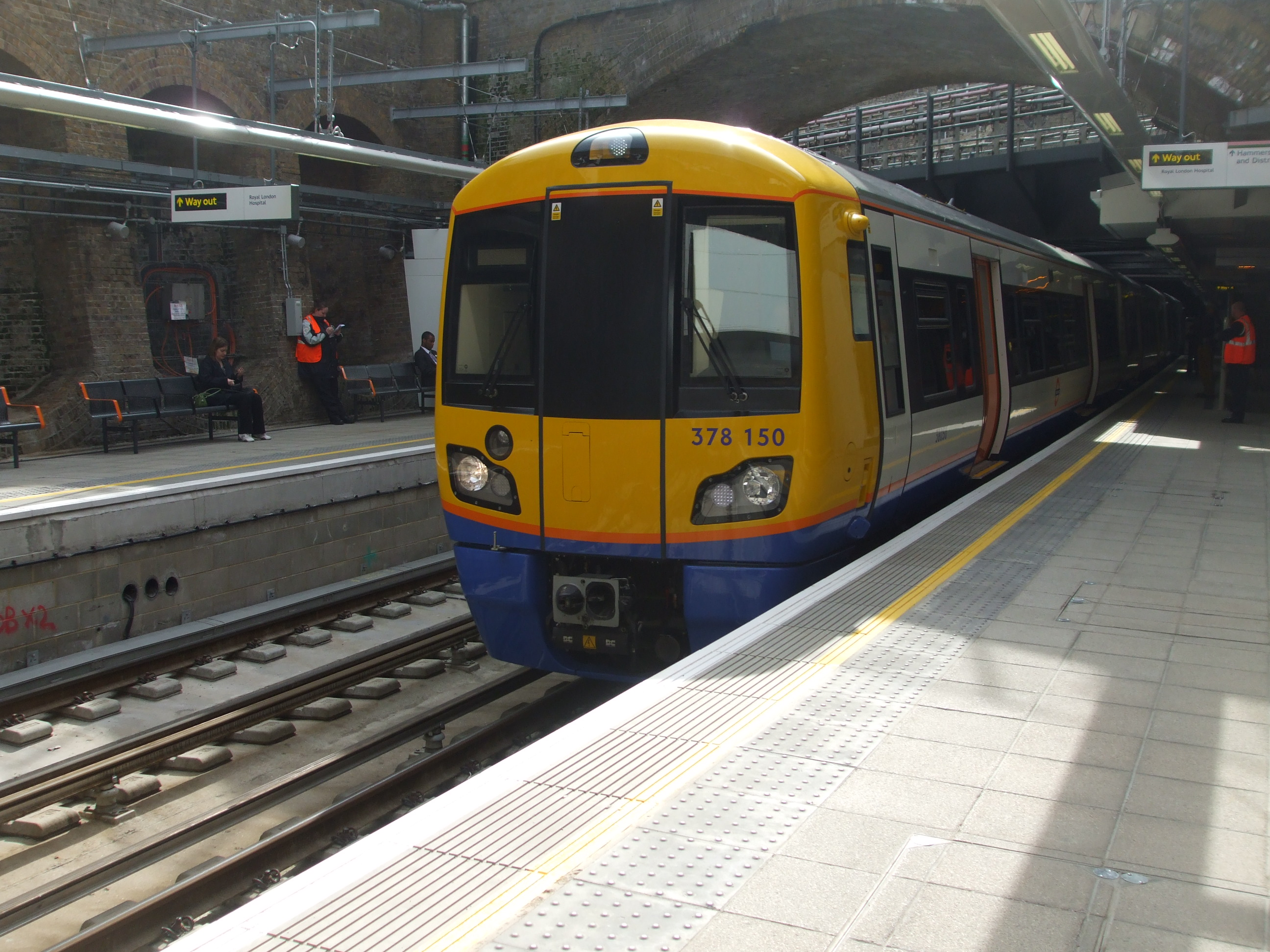
Ett tåg vid Whitechapel.

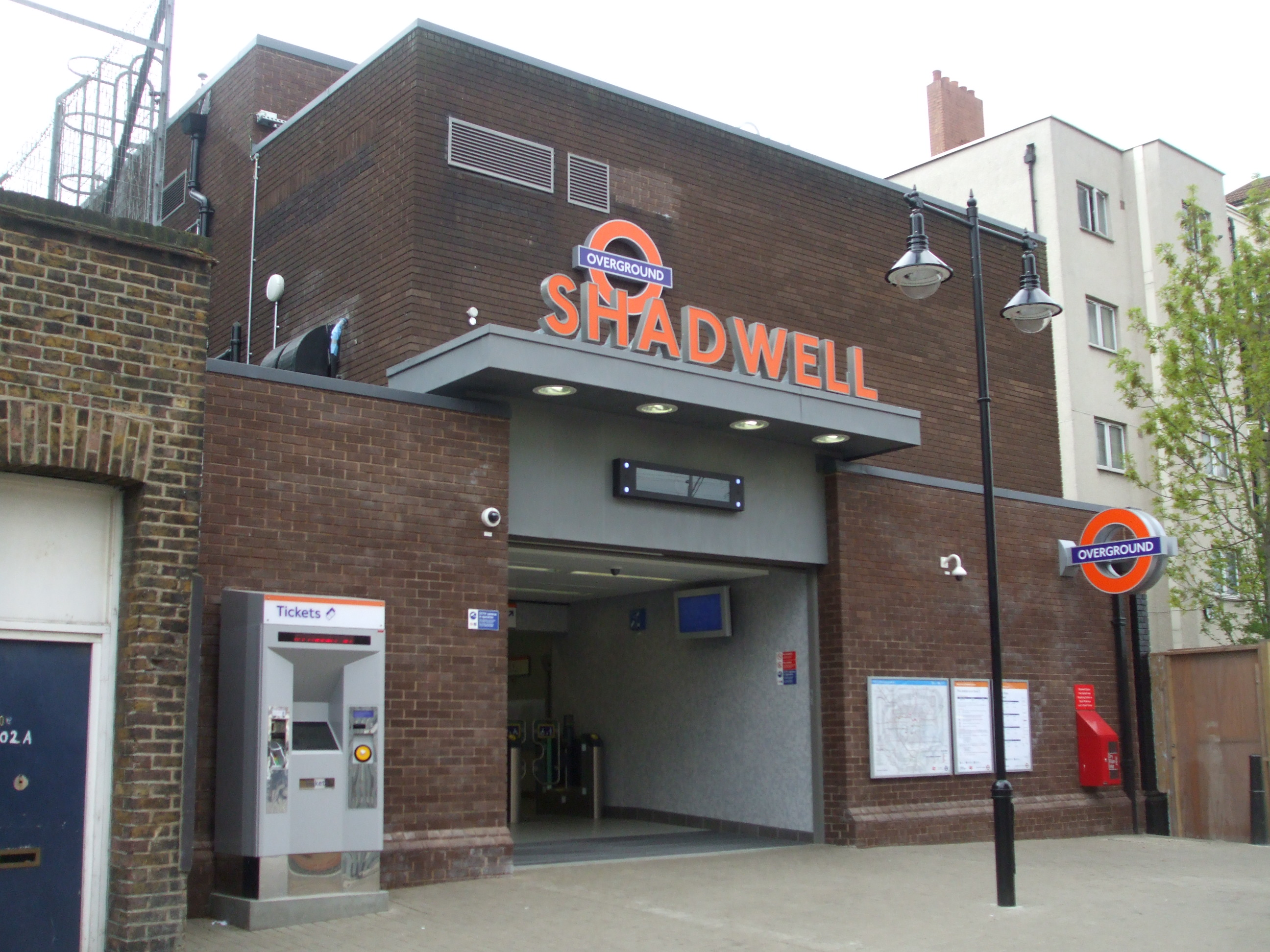
Shadwell med London Overground skylt.

East London Line är en London Overground-linje (pendeltåg) i London, som tidigare var en del av Londons tunnelbana.

## Historia
Linjen invigdes 1869 som järnväg söderifrån genom den befintliga Thamestunneln till Wapping, och förlängdes 1876 till Liverpool Street. Den ägdes av East London Railway Company men trafikerades av andra järnvägsbolag, och från 1884 även av tunnelbanebolagen Metropolitan Railway och Metropolitan District Railway. Då banan elektrifierades 1913 med tunnelbanans strömsystem togs all persontrafik över av Metropolitan, som efterträddes av London Public Transport Board 1933. Själva banan övertogs av London Transport Executive 1948, då de brittiska järnvägarna förstatligades. Den genomgående godstrafiken till Liverpool Street upphörde 1962. Mellan 1995 och 1998 var banan avstängd för renovering.

Mellan åren 2007 och 2010 byggdes linjen om till en pendeltågslinje vilket det är idag. Vid återkonverteringen till järnväg genomfördes en omfattande expansion med utbyggnad från Shoreditch (som ersattes av Shoreditch High Street) till Highbury & Islington norrut och anslutning vid New Cross Gate till järnvägen söderut till Crystal Palace och West Croydon. Strömförsörjningen konverterades till den typ av strömskenesystem som används på järnvägarna söder om London.

## Sträckning
Linjen har 23 stationer.
Huvudlinjen:
- Highbury & Islington
- Canonbury
- Dalston Junction
- Haggerston
- Hoxton
- Shoreditch High Street
- Whitechapel
- Shadwell
- Wapping
- Rotherhithe
- Canada Water
- Surrey Quays

Sydenham-New Cross Gate:
- New Cross Gate
- Brockley
- Honor Qak Park
- Forest Hill
- Sydenham

West Croydon-grenen:
- Penge West
- Anerley
- Norwood Junction
- West Croydon

Crystal Palace-grenen:
- Crystal Palace

New Cross-grenen:
- New Cross